# Kaspars Pudāns

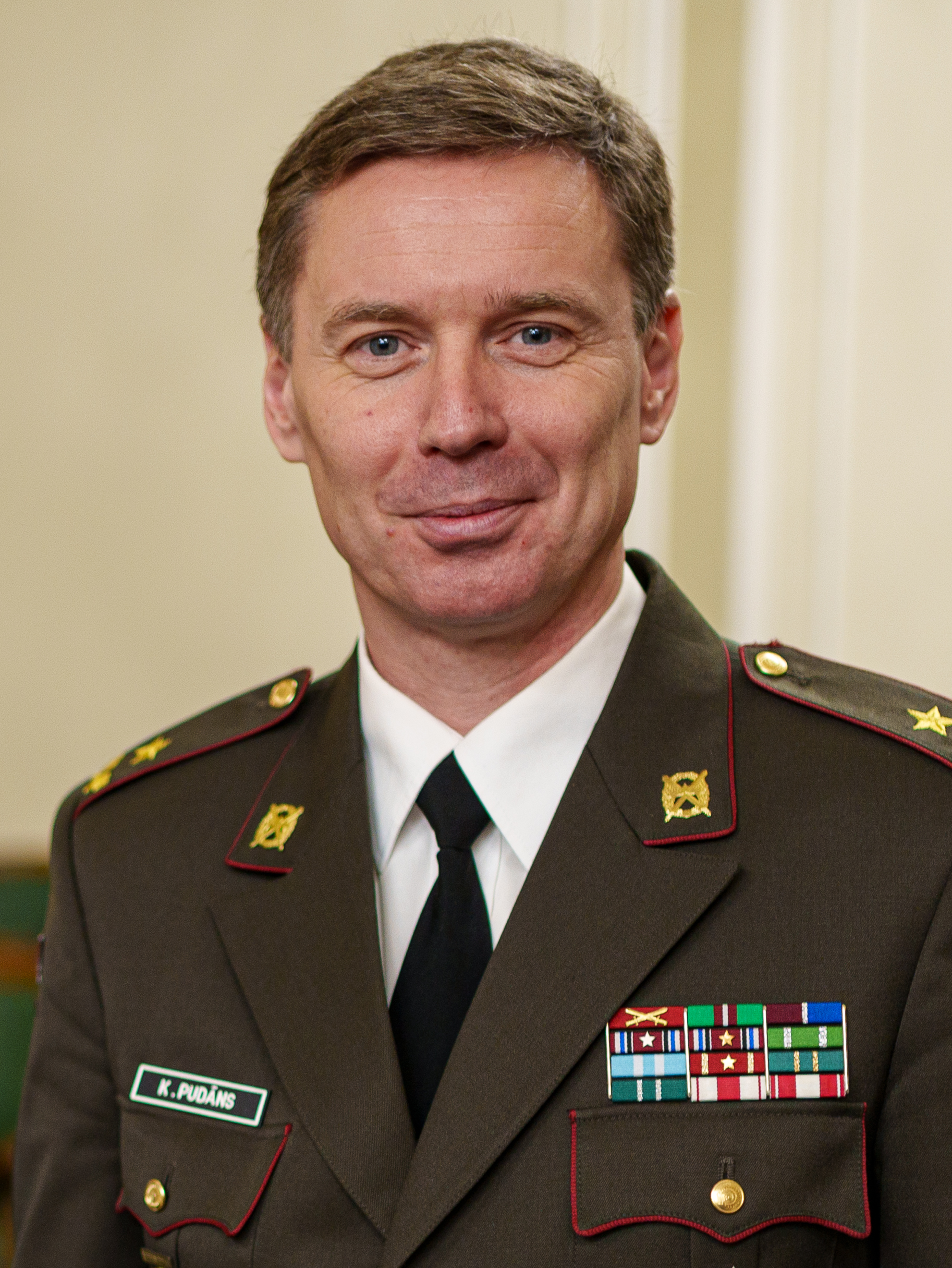
Kaspars Pudāns (2024)

Kaspars Pudāns (* 23. März 1976 in Jēkabpils) ist ein Offizier der lettischen Streitkräfte (lettisch Nacionālie bruņotie spēki) im Range eines Generalmajors. Seit dem 24. Januar 2025 ist er deren Kommandant. Zuvor war er von 2023 bis 2025 Kommandant der lettischen Nationalgarde (lettisch Zemessardze).

## Leben
Der heutige General wurde 1976 in Jēkabpils, im Osten der damaligen Lettischen SSR geboren.

### Militärische Laufbahn
Kaspars Pudāns begann seine Laufbahn bei den lettischen Streitkräften im Jahr 1995. Neben der lettischen Militärakademie (1995–98) besuchte er auch die Baltische Verteidigungsakademie und eine französische Militärschule.
Von 2007 bis 2010 war er bei der NATO und EU in Brüssel tätig. Bis 2014 folgten leitenden Positionen in der Einsatz- und Planungsabteilung des Hauptquartiers der lettischen Infanteriebrigade. Im Jahr 2015 diente Kaspars Pudāns im Rahmen der Mission Resolute Support in Afghanistan. Anschließend fand er kurzzeitig im Stab der lettischen Infanteriebrigade Verwendung. Von 2016 bis 2021 diente er im Stab der Streitkräfte. Danach war Pudāns bis 2023 Kommandeur der 1. Rigaer Brigade der lettischen Nationalgarde. Am 22. Februar 2023 löste er Egils Leščinskis als Kommandant des Zemessardze ab. Auf diesem Posten wurde er am 4. Dezember 2023 zum Brigadegeneral befördert.
Am 21. November 2024 nominierte Präsident Edgars Rinkēvičs Pudāns als neuen Befehlshaber der lettischen Streitkräfte. Noch bis zum 21. Januar 2025 blieb er Befehlshaber der Nationalgarde, um dann von Aivars Krjukovs abgelöst zu werden. In der Folge übernahm er selber am 24. Januar den Befehl über die Nationalen Streitkräfte von Leonīds Kalniņš. Auf seinem neuen Posten wurde er im Februar 2025 zum Generalmajor befördert.

### Privates
Neben seiner Muttersprache beherrscht der General fließend Englisch und Französisch.